# 皮尔约·穆拉宁
皮尔约·穆拉宁（芬蘭語：Pirjo Muranen，1981年3月8日—），芬兰女子越野滑雪运动员。她曾代表芬兰参加2010年冬季奥林匹克运动会越野滑雪比赛，获得女子4×5公里接力铜牌。